# Sottangrund
Sottangrund är en ö i Finland. Den ligger i Bottenviken och i kommunen Larsmo i den ekonomiska regionen  Jakobstadsregionen i landskapet Österbotten, i den nordvästra delen av landet. Ön ligger omkring 85 kilometer nordöst om Vasa och omkring 410 kilometer norr om Helsingfors.
Öns area är 2 hektar och dess största längd är 200 meter i sydöst-nordvästlig riktning. I omgivningarna runt Sottangrund växer i huvudsak barrskog.